# Paniere ISTAT
Il paniere ISTAT è il paniere ovvero lo strumento statistico utilizzato dall'ISTAT per rilevare i prezzi al consumo di beni e servizi nel mercato dei consumatori e calcolare i relativi numeri indici per la misura dell’inflazione.

## Paniere
È costituito da un elenco di beni e servizi, divisi per categoria merceologica, che rappresentano quelli prevalentemente acquistati dal complesso delle famiglie. Il paniere viene aggiornato annualmente.
Di seguito la lista dei prodotti divisa per classe merceologica, con anno di entrata e di uscita dal paniere.
Il paniere è composto da beni durevoli e di consumo pesati in base alla frequenza di acquisto. Nel 2020, le categorie "prodotti alimentari e bevande analcoliche", "bevande alcoliche e tabacchi" e "abitazione, acqua, elettricità e combustibili" occupano circa il 30% degli atti di spesa dei consumatori italiani. I Comstat esercita le funzioni direttive dell'Istat nei confronti degli uffici di statistica del Sistan, il Sistema statistico nazionale, mentre il Collegio dei revisori accerta la regolare tenuta della contabilità.

## Prodotti alimentari e bevande analcoliche
- Aceto
- Acqua minerale
- Aglio
- Albicocche
- Ananas
- Arance
- Aranciata
- Asiago
- Asparagi
- Avocado (2018)[3]
- Baccalà o stoccafisso
- Banane
- Bastoncini di pesce surgelati
- Bevanda gassata
- Bietole verdi
- Biscotti frollini
- Biscotti per la prima infanzia
- Biscotti secchi
- Bresaola
- Broccoletti
- Burro
- Cacao
- Caffè decaffeinato
- Caffè tostato
- Caramelle
- Carciofi
- Carciofini sott'olio
- Carne equina
- Carne fresca bovino adulto, primo taglio
- Carne fresca bovino adulto, secondo taglio
- Carne fresca bovino adulto, tritata
- Carne fresca di vitello, primo taglio
- Carne fresca suina con osso
- Carne fresca suina senz'osso
- Carne in scatola
- Carne ovina o caprina
- Carote
- Cavolfiori
- Cavoli broccoli
- Cavoli cappucci
- Cavoli verza
- Cereali biologici
- Cereali per colazione
- Cetrioli
- Cicoria
- Ciliegie
- Cioccolatini
- Cioccolato in tavolette
- Cipolle
- Cipolline
- Clementine
- Cocomeri angurie
- Confettura di frutta
- Coniglio fresco
- Cracker
- Crema da spalmare al cacao
- Crema di cereali prima infanzia
- Crostacei freschi
- Dadi per brodo
- Fagiolini
- Farina di frumento
- Fette biscottate
- Fichi freschi
- Filetti di acciughe in olio di oliva
- Filetti di platessa surgelati
- Finocchi
- Fior di latte di mucca
- Fontina
- Formaggi fusi in scatola
- Formaggio stagionato a pasta filata
- Formaggio stagionato di produzione locale
- Fragole
- Frutta sciroppata
- Frutti di bosco (2019)[4]
- Funghi freschi coltivati
- Gelati multipack
- Gomma da masticare
- Gorgonzola classico
- Grana padano
- Grissini
- Groviera o Emmentaler
- Insalata
- Insalata in confezione
- Kiwi
- Latte a lunga conservazione
- Latte fresco
- Latte in polvere per neonati
- Legumi lessati in confezione
- Legumi secchi
- Limoni
- Maionese
- Mais in confezione
- Mandarini
- Mango (2018)[3]
- Margarina
- Melanzane
- Mele
- Merenda preconfezionata
- Miele
- Minestrone surgelato
- Molluschi freschi
- Molluschi surgelati
- Mortadella
- Mozzarella di bufala
- Nasello surgelato
- Noci
- Olio di mais
- Olio di oliva
- Olio di semi di girasole
- Olio extra vergine di oliva
- Olive verdi in salamoia
- Omogeneizzati di carne
- Ovetto di cioccolata
- Pancetta
- Pane
- Pane per toast
- Panna da cucina
- Parmigiano Reggiano
- Passata di pomodoro
- Pasta all'uovo
- Pasta base per pizze, rustici e dolci
- Pasta di semola di grano duro
- Pasta ripiena
- Patate
- Patate surgelate
- Patatine fritte
- Pecorino
- Pepe nero
- Peperoni
- Pere
- Pesce fresco di acqua dolce
- Pesce fresco di mare di allevamento
- Pesce fresco di mare di pescata
- Pesche
- Pesche noci o nettarine
- Petto di pollo
- Petto di tacchino
- Piatto pronto surgelato
- Piselli
- Piselli surgelati
- Pizza surgelata
- Pollo fresco
- Pomodori da insalata
- Pomodori da sugo
- Pomodori pelati
- Pompelmi
- Poponi meloni
- Prodotto di pasticceria fresca
- Prosciutto cotto
- Prosciutto cotto affettato in confezione
- Prosciutto crudo
- Prosciutto crudo affettato in confezione
- Prugne secche
- Ricotta
- Riso
- Salame
- Salame affettato in confezione
- Sale da cucina
- Salmone affumicato
- Salsicce di carne tritata
- Sedani
- Sottilette
- Spinaci
- Spinaci surgelati
- Stracchino o crescenza
- Succo di frutta
- Sughi pronti
- Susine
- Taleggio
- Tè
- Tè in bottiglia
- Tonno in olio d'oliva
- Uova biologiche
- Uova di gallina
- Uva
- Vaschetta di gelato
- Vongole sgusciate surgelate
- Wurstel
- Yogurt
- Yogurt biologico
- Zenzero (2019)[4]
- Zucchero
- Zucchine

## Bevande alcoliche e tabacchi
- Altri tabacchi
- Aperitivo
- Birra artigianale
- Birra di marca estera
- Birra nazionale
- Brandy
- Grappa
- Liquore dolce
- Sigarette
- Sigari e sigaretti
- Vini liquorosi (2018)
- Vino da tavola
- Vino di qualità
- Vino spumante
- Whisky

## Abbigliamento e calzature
- Abbigliamento donna per attività sportiva
- Abito uomo
- Body neonato
- Calze bambino
- Calze uomo
- Camicia donna
- Camicia uomo
- Cappotto uomo
- Cappotto donna
- Casco per motociclista
- Cinta
- Collant donna
- Costume da bagno donna
- Costume da bagno uomo
- Cravatta
- Felpa bambino
- Felpa uomo
- Giacca a vento uomo
- Giacca donna
- Giacca donna in pelle
- Giacca uomo
- Giaccone impermeabile donna
- Giaccone impermeabile uomo
- Giubbetto uomo
- Giubbotto uomo in pelle
- Gonna
- Guanti
- Intimo uomo
- Jeans bambino
- Jeans uomo
- Maglia intima uomo
- Maglia sottogiacca
- Maglietta intima donna
- Pantalone donna
- Pantalone uomo
- Pigiama donna
- Pigiama neonato
- Pigiama uomo
- Polo uomo
- Pullover donna
- Pullover uomo
- Reggiseno
- Riparazione calzature
- Riparazione pantalone
- Sandali da donna
- Scarpe bambino
- Scarpe da passeggio donna
- Scarpe donna
- Scarpe sportive da uomo
- Scarpe uomo
- Scarponcino uomo
- Servizi di lavanderia per articoli di abbigliamento
- Slip donna
- Stivale donna
- T shirt donna
- Tailleur
- Tuta ginnastica uomo

## Abitazione, acqua, elettricità e combustibili
- Acqua potabile fognature
- Acqua potabile tariffa
- Canone d'affitto Abitazioni di Enti pubblici
- Canone d'affitto Abitazioni di privati
- Combustibile solido
- Elettricista
- Energia elettrica del mercato libero (2019)[4]
- Energia elettrica , tariffa bioraria fascia notturna, fine settimana e festivi
- Energia elettrica,  tariffa bioraria fascia diurna feriale
- Energia elettrica, quota fissa
- Gas di rete per uso domestico
- Gas in bombole
- Gasolio per riscaldamento
- Idraulico
- Manutenzione caldaia
- Operaio edile
- Piastrelle
- Pittura per interni
- Rifiuti solidi tariffa
- Rubinetteria
- Spese condominiali

## Mobili, articoli e servizi per la casa
- Accappatoio
- Ammorbidente
- Apparecchio domestico a gas per la cottura cibi
- Armadio guardaroba
- Aspirapolvere
- Attrezzatura a motore da giardino
- Bacinella
- Biberon
- Bicchiere
- Caffettiera
- Caldaia murale
- Candeggina
- Climatizzatore
- Collaboratore familiare addetto ai servizi di pulizia della casa e lavanderia
- Colonna per libreria
- Componente per lavello da cucina
- Contenitore per frigo
- Detergente per wc
- Detersivo per pulizia casa
- Detersivo per biancheria delicata
- Detersivo per bucato a mano
- Detersivo per lavastoviglie
- Detersivo per lavatrice
- Detersivo per stoviglie a mano
- Divano
- Ferro da stiro
- Forno microonde
- Frigo
- Giravite o cacciavite
- Guanti di gomma per cucina
- Insetticida
- Lampada da terra
- Lavaggio piumone letto
- Lavasciuga (2018)
- Lavastoviglie
- Lavatrice
- Lenzuolo
- Lettino per bambino
- Lucido per scarpe
- Materasso
- Metro
- Mobile da bagno
- Multipresa
- Padella antiaderente
- Pentola a pressione
- Pentola con coperchio in acciaio
- Piatti usa e getta
- Piatto
- Pila elettrica
- Pirofila da forno
- Piumino da letto
- Posate
- Presa corrente
- Riparazione di elettrodomestico
- Riparazione di mobili e rivestimenti per pavimenti
- Robot aspirapolvere (2018)
- Robot cucina
- Rotolo carta alluminio
- Rotolo di carta per cucina
- Sacchetti in plastica per frigo
- Scarpiera
- Scopa
- Sedia per cucina
- Sedia per soggiorno
- Set di asciugamani
- Specchio da bagno
- Tappeti e altri rivestimenti per pavimenti
- Tavolo da cucina
- Tavolo per sala da pranzo
- Tavolo porta PC
- Tavolo, sedia e mobile da esterno (2019)[4]
- Tazza da caffè
- Tessuti per la casa
- Tovaglia
- Tovaglioli di carta
- Trapunta imbottita
- Tubo per innaffiare

### Eliminati
- Lampadina a risparmio energetico (-2019)[4]

## Servizi sanitari e spese per la salute
- Analisi sangue
- Analisi urine complete
- Apparecchi sanitari
- Apparecchio ortodontico
- Cardiologo (libero professionista)
- Cerotto
- Clinica privata
- Dentista ablazione tartaro (libero professionista)
- Dentista estrazione (libero professionista)
- Dentista otturazione (libero professionista)
- Disinfettante
- Ecografia
- Fisioterapia
- Ginecologo (libero professionista)
- Lente da vista
- Lenti a contatto usa e getta
- Medicinali fascia A NIC/FOI
- Medicinali fascia C
- Montatura per occhiali
- Oculista  (libero professionista)
- Pannoloni e traversa salvaletto (2019)[4]
- Pasta protettiva
- Pediatra (libero professionista)
- Profilattico
- Servizi ospedalieri intervento chirurgico
- Servizi ospedalieri intervento medico
- Siringa di plastica
- Termometro
- Visita medica specialistica in regime di intra moenia

## Trasporti
- Automobili fino a 4 m benzina
- Automobili fino a 4 m diesel
- Automobili oltre 4 m benzina
- Automobili oltre 4 m diesel
- Autorimessa
- Batteria auto
- Benzina verde
- Bicicletta elettrica (2019)[4]
- Bicicletta per adulto
- Bicicletta per bambino
- Carrozziere sostituzione e verniciatura portiera
- Carrozziere sostituzione paraurti anteriore
- Ciclomotori
- Corso di guida
- Gas GPL
- Gasolio per auto
- Lavaggio auto
- Motocicli
- Navigatore satellitare
- Noleggio mezzi di trasporto
- Olio motore
- Parcheggio auto
- Pedaggio autostradale
- Pneumatico auto cilindrata fino a 1500 cc
- Pneumatico auto cilindrata oltre 1500 cc
- Pneumatico scooter
- Revisione auto
- Riparazione auto equilibratura gomme
- Riparazione auto sostituzione cinghia alternatore
- Riparazione auto sostituzione pattini freni
- Riparazione moto
- Scooter sharing (2019)[4]
- Taxi
- Trasferimento proprietà auto
- Trasferimento proprietà moto
- Trasloco
- Trasporti ferroviari nazionali
- Trasporti ferroviari regionali
- Trasporti urbani su bus abbonamento mensile
- Trasporti urbani su bus biglietto
- Trasporto extraurbano multimodale
- Trasporto extraurbano su bus
- Trasporto marittimo e per vie d'acqua interne
- Trasporto urbano multimodale abbonamento mensile
- Trasporto urbano multimodale biglietto
- Viaggio aereo europeo
- Viaggio aereo intercontinentale
- Viaggio aereo nazionale

## Comunicazioni
- Altri servizi postali
- Apparecchi per la telefonia fissa
- Lettere
- Servizi di telefonia fissa a banda larga
- Servizi di telefonia fissa su rete commutata
- Servizi di telefonia mobile
- Servizi di telefonia pubblica
- Servizi internet su rete mobile
- Smartphone
- Telefoni cellulari

### Eliminati
- Telefono fisso (-2018)[3]

## Ricreazione, spettacoli e cultura
- Abbonamento pay tv
- Alimenti per cani
- Alimenti per gatti
- Altri libri non scolastici diversi da quelli di narrativa
- Articoli per la cancelleria
- Articoli sportivi per sport all'aperto
- Articoli sportivi per sport d'acqua
- Articoli sportivi per sport in palestra
- Autocaravan e caravan
- Bambola
- Canone tv
- Carta
- Cinema biglietto
- Compact disc
- Computer desktop
- Concime
- Concorsi pronostici
- Console per giochi elettronici
- Corso di nuoto
- Diario / Agenda
- E book-reader
- E-book download
- Film in DVD
- Fiore ornamentale per appartamento
- Giochi da tavolo
- Giochi elettronici
- Giochi per neonati
- Giornale quotidiano
- Hoverboard (2019)[4]
- Imbarcazione
- Impianti di risalita
- Impianto WIFI
- Ingresso ai parchi di divertimento
- Ingresso ai parchi nazionali, giardini zoologici, giardini botanici
- Ingresso in discoteca biglietto
- Lettore/registratore di supporti digitali
- Lezioni di danza
- Libri di narrativa
- Libri per la scuola dell'obbligo
- Libri per la scuola media superiore
- Macchina fotografica digitale
- Maschera subacquea
- Memoria rimovibile per personal computer
- Monitor LCD
- Monumento storico biglietto
- Motore per imbarcazione
- Museo biglietto
- Netbook
- Notebook
- Pacchetti vacanza internazionali
- Pacchetti vacanza nazionali
- Palestra
- Partita di calcio biglietto
- Partita di pallacanestro o pallavolo o altro sport di rilievo nazionale biglietto
- Partite di calcio abbonamento
- Periodici
- Pianta ornamentale
- Piscina biglietto
- Quadernone
- Riparazione apparecchio audiovisivo o informatico
- Riproduttore audio digitale
- Rosa
- Scatola di costruzioni in plastica
- Scheda di memoria per macchine fotografiche digitali
- Spettacolo teatrale abbonamento
- Stabilimento balneare
- Stampa da foto digitale
- Stampante
- Strumento musicale
- Tablet PC
- Terriccio universale
- Toilette cani
- TV color
- Veterinario
- Videocamera

### Eliminati
- Supporto digitale da registrare (-2019)[4]
- Lettore mp3 (-2018)[3]

## Istruzione
- Corso di informatica
- Corso di lingue
- Istruzione secondaria
- Istruzione universitaria
- Scuola dell'infanzia privata
- Scuola elementare privata
- Web TV (2019)[4]

## Servizi ricettivi e di ristorazione
- Agriturismo
- Aperitivo al bar
- Bed and breakfast
- Bevande analcoliche al bar
- Birra al bar
- Caffetteria al bar
- Camera albergo
- Campeggi
- Cuccetta e vagone letto
- Fast food etnico
- Gelato artigianale
- Gelato confezionato
- Mense aziendali
- Mense scolastiche
- Mense universitarie
- Pasta lievitata al bar
- Pasto al fast food
- Pasto al ristorante
- Pasto in pizzeria
- Pizza al taglio
- Pollo allo spiedo
- Pranzo con piatto unico
- Prodotto di rosticceria
- Snack al bar

## Altri beni e servizi
- Altri servizi finanziari
- Articoli per fumatori
- Asciugacapelli
- Assicurazione auto
- Assicurazione ciclomotore
- Assicurazione moto
- Assicurazioni sugli infortuni
- Assorbenti igienici per signora
- Avvocato (libero professionista)
- Bagno/doccia schiuma
- Borsa
- Borsa da lavoro
- Carta igienica
- Casa di riposo
- Certificati anagrafici
- Collaboratore familiare con compiti di assistenza alla persona retribuzione contrattuale
- Colorante per capelli
- Commercialista (libero professionista)
- Cotone idrofilo
- Crema per il corpo
- Crema per il viso
- Crema per mani
- Dentifricio
- Deodorante per la persona
- Dopobarba
- Estetista
- Fazzoletti di carta
- Fede in oro
- Filo interdentale
- Fotocopia
- Gel per capelli
- Inserzione giornale
- Lacca per capelli
- Latte detergente
- Mediazione civile
- Messa in piega
- Nido d'infanzia comunale
- Nido d'infanzia privato
- Occhiali da sole
- Ombrello
- Orologio da uomo
- Pannolino per bambino
- Passeggino
- Pettine
- Portafoglio in pelle
- Profumo
- Rasoi da barba e lame rasoio
- Rossetto per labbra
- Sapone liquido
- Sapone liquido per igiene intima
- Sapone toletta
- Schiuma da barba
- Seggiolino auto per bambini
- Servizi di deposito, incasso e pagamento
- Servizio funebre
- Shampoo
- Smalto per unghie
- Spazzolino da denti
- Tagliacapelli e/o regolabarba elettrico
- Taglio capelli donna
- Taglio capelli uomo
- Tintura capelli
- Valigia
- Zaino scolastico